# ГЕС Хоабінь
ГЕС Хоабінь — гідроелектростанція у північній частині В'єтнаму. Знаходячись після ГЕС Шонла, становить нижній ступінь каскаду на річці Да, правій притоці Хонгхи (біля Хайфона впадає у Тонкінську затоку Південнокитайського моря). Станом на момент спорудження і по 2012 рік — найпотужніша гідроелектростанція В'єтнаму та всієї Південно-Східної Азії, яка, втім, наразі вже поступилась тільки що згаданій Шонла.
У межах проєкту річку перекрили кам'яно-накидною греблею із глиняним ядром висотою 128 метрів та завдовжки 734 метри. Вона утримує водосховище з площею поверхні 208 км2 та об'ємом 9862 млн м3 (корисний об'єм 6062 млн м3), в якому припустиме коливання рівня поверхні в операційному режимі між позначками 80 та 117 метрів НРМ (у випадку повені останній показник може зростати до 122 метрів НРМ).
Облаштований під греблею машинний зал обладнали вісьмома турбінами типу Френсіс потужністю по 240 МВт, які при напорі від 60,5 до 105 метрів (номінальний напір 88 метрів) забезпечують виробництво 9132 млн кВт·год електроенергії на рік.
Видача продукції відбувається по ЛЕП, розрахованій на роботу під напругою 500 кВ.
Під час спорудження комплексу виконали земляні роботи в обсязі 50 млн м3 та використали 1,9 млн м3 бетону.
У 2018 році оголосили про намір встановити до 2023-го ще дві турбіни потужністю по 240 МВт, що дозволить збільшити виробіток електроенергії на 0,5 млрд кВт·год.